# نودر جودژیکیا
نودر جودژیکیا (روسی: Нодар Константинович Джорджикия؛ ۱۵ نوامبر ۱۹۲۱ – ۱ ژوئن ۲۰۰۸) بازیکن بسکتبال اهل اتحاد جماهیر شوروی سوسیالیستی بود.